# Società Sportiva Lazio Women
Ne doit pas être confondu avec Società Sportiva Lazio, l'équipe masculine
Maillots
Actualités
La Società Sportiva Lazio Women 2015 est la section féminine du club de football professionnel italien Società Sportiva Lazio basé dans la ville de Rome. L'équipe première dispute le championnat d'Italie féminin de Serie B.

## Histoire
En 1969 est créée le club de football féminin Olympic Lazio, en 1975 il intègre le club omnisports Polisportiva S.S. Lazio, le club change plusieurs fois de nom, Pol. S.C. Lazio Lubiam puis S.S. Lazio C.F. Lubiam ensuite S.S. Lazio C.F. Il gagne cinq championnats d'Italie, dont le dernier titre en 2002, et 4 coupes d'Italie.
À la suite de la directive de la fédération italienne (FICG) permettant aux clubs professionnels d'acquérir des clubs féminins, la SS Lazio prend en 2015 la place du S.S. Lazio C.F (it) en deuxième division italienne, avec son équipe professionnelle Società Sportiva Lazio Women 2015. Le S.S. Lazio C.F continue son activité en Serie C puis en quatrième division.
La Società Sportiva Lazio Women 2015 est fondée le 8 septembre 2015 et commence la saison 2015-2016 dans le groupe C de la deuxième division féminine italienne. Le club acquiert également les titres du S.S. Lazio C.F. Lors de sa première saison le SS Lazio Women 2015 termine à la 7e place de la Serie B.
Lors de la saison 2020-2021 de la Serie B, le club termine à la première place et est promu pour la première fois en Serie A. Le club termine sa première saison dans l'élite à l'avant dernière place et retrouve donc la Serie B en 2022-2023.

## Palmarès

### Palmarès du SS Lazio Women 2015
- Championnat de deuxième division (Serie B) : (2)
  - Champion : 2020-21, 2023-24

### Palmarès du SS Lazio CF
- Championnat d'Italie (5)
  - Champion : 1979, 1980, 1986-87, 1987-88, 2001-02
- Coupe d'Italie (4)
  - Vainqueur : 1977, 1985, 1998-99, 2002-03